# The Box
The Box är en amerikansk psykologisk science fiction- och thrillerfilm från 2009 av Richard Kelly, mest känd för filmen Donnie Darko (2001). Huvudrollerna spelas av Cameron Diaz och James Marsden. Filmen hade biopremiär i Sverige den 6 november 2009 och släpptes på DVD och blu-ray den 17 mars Filmåret 2010 i Sverige. Filmen är baserad på novellen Button, Button av Richard Matheson. Filmen är tillåten från 15 år.

## Tagline
You are the experiment

## Handling
Norma (Cameron Diaz) och Arthur Lewis (James Marsden) lever ett normalt liv, men när ett paket lämnas vid deras dörr en tidig morgon förändras allt. De öppnar paketet och i det finns en låda, en nyckel och en lapp. Lådan har en knapp på toppen inuti en kupa och man öppnar kupan med hjälp av nyckeln. På lappen står det ett meddelande att Arlington Steward (Frank Langella) kommer på besök klockan 17:00 samma dag. När Arlington Steward sedan kommer så får de reda på att om de väljer att trycka på knappen på lådan så kommer de få en miljon dollar men också att en människa de inte känner kommer dö. De har tills klockan 17:00 nästa dag att bestämma sig.

## Rollista (i urval)
- Cameron Diaz - Norma Lewis
- James Marsden - Arthur Lewis
- Frank Langella - Arlington Steward
- Gillian Jacobs - Dana/Sarah Matthews
- Deborah Rush - Clymene Steward
- Sam Oz Stone - Walter Lewis
- Ryan Woodle - Jeffrey Carnes
- James Rebhorn - Norm Cahill
- Holmes Osborne - Dick Burns
- Celia Weston - Lana Burns
- Andrew Levitas - Black Ops Carson
- John Magaro - Charles
- Bill Thorpe - NASA administratör
- Alissa Maurice - Suzanne Weller
- Sal Lizard - Tomten